# Protea obtusifolia
Protea obtusifolia es una especie de protea, originaria de Sudáfrica.

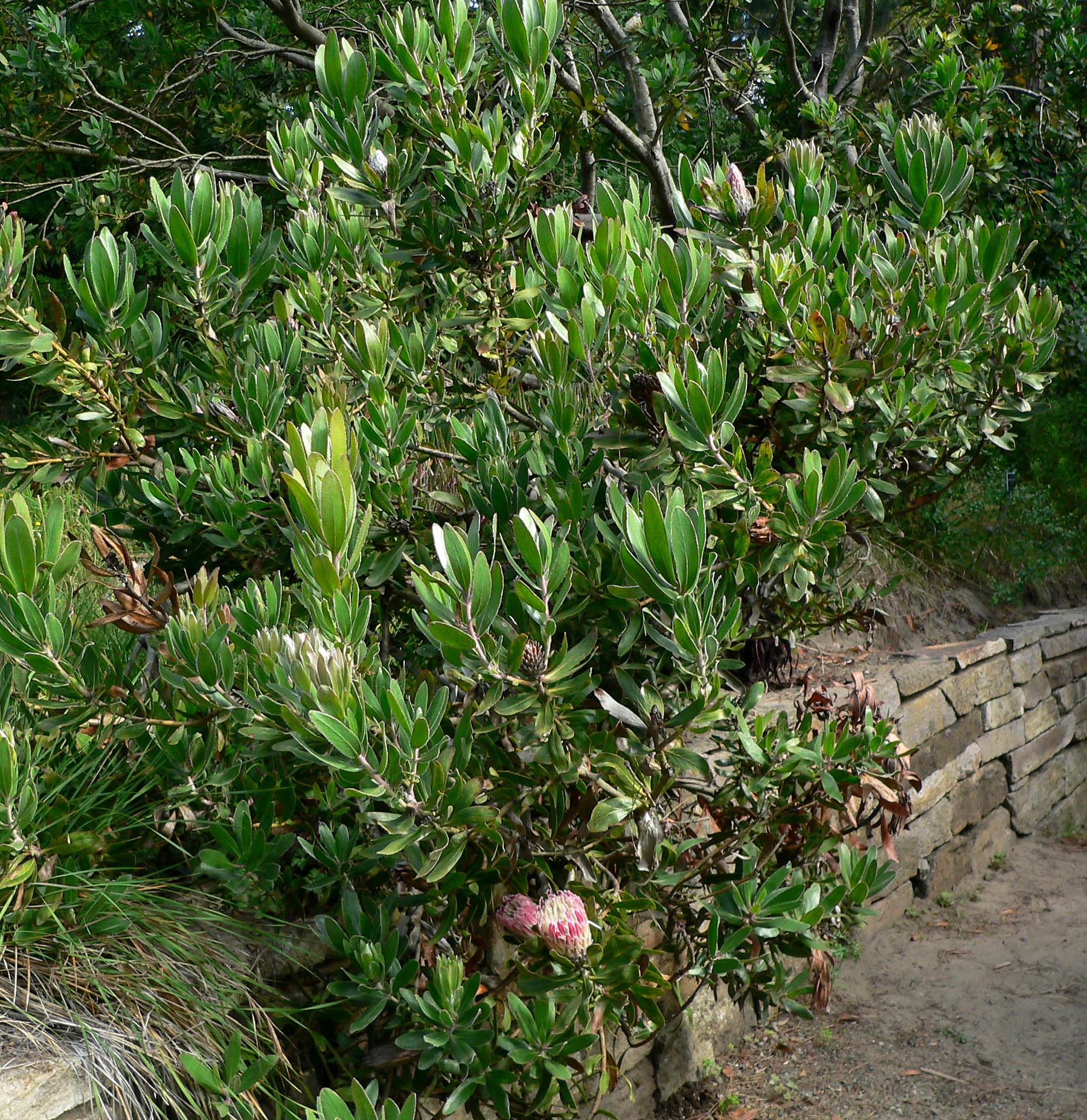
Vista de la planta

## Descripción
Es un arbusto muy ramificado o árbol frondoso que alzanza un tamaño de 1-3 (-5) m de alto; tronco principal rugoso, de 30 cm de diámetro, con corteza fisurada irregular de color  marrón-negro.  

## Ecología
Variable en su hábitat, se encuentra en arbolado de Brachystegia, en fynbos de ericáceas, pero por lo general en los pastizales de montaña; a una altitud de 1800-2900 metros. o lugares de hierba húmeda a 1.220 m (E Afr.); valle de pastizales (dambos) y ocasionalmente en los pastizales; 1500-2400 m (C & SE trop. África).

## Taxonomía
Protea obtusifolia fue descrito por Émile Auguste Joseph De Wildeman y publicado en Annales de la Société Scientifique de Bruxelles 40(2): 84. 1921.
Etimología
Protea: nombre genérico que fue creado en 1735 por Carlos Linneo en honor al dios de la mitología griega Proteo que podía cambiar de forma a voluntad, dado que las proteas tienen muchas formas diferentes. 
obtusifolia: epíteto latíno que significa "con las hojas obtusas".
Sinonimia
- Protea calocephala Meisn.[3]